# Airparif
Airparif ist eine Agentur des französischen Umweltministeriums (seit 2017 Ministerium für den ökologischen und solidarischen Übergang).
Sie ist zuständig für die Beobachtung der Luftqualität und der Luftverschmutzung in der Region Île-de-France. Sie wurde am 23. April 1979 gemeinsam vom Umweltministerium und von der überdepartementalen Industriedirektion der Île-de-France ins Leben gerufen. An der Finanzierung sind das Ministerium, die Region und große Industriebetriebe in der Agglomeration von Paris beteiligt.
Airparif ist die Abkürzung für den Namen der Organisation Association Interdépartementale pour la gestion du Réseau automatique de surveillance de la Pollution Atmosphérique et d’Alerte en Région d’Île-de-France.
Airparif vereinheitlichte das Beobachtungsnetz und die Auswertung der von den dezentralen Messstationen erhobenen Daten. Solche Stationen zur Luftüberwachung besaßen in der Region Île-de-France vor der Gründung von Airparif etwa die Stadtverwaltung von Paris und das Zentrallaboratorium der Polizeipräfektur sowie das Elektrizitätsunternehmen Électricité de France.
Zu den Aufgaben der Organisation gehören auch die Überwachung der Luftbelastung entlang großer Verkehrswege, die Kontrolle der Wirkung von Maßnahmen zur Reduktion von Luftschadstoffen und die Information der Öffentlichkeit über den Zustand der Luft in der Region.